# Vincent Burlet
 (avril 2025).
Motif : N'a jamais joué plus haut que la National. La Belgique est un pays de catégorie 2, être espoir ne suffit pas.
- Archive Wikiwix
- Bing
- Cairn
- DuckDuckGo
- E. Universalis
- Gallica
- Google
- G. Books
- G. News
- G. Scholar
- Persée
- Qwant
- (zh) Baidu
- (ru) Yandex
- (wd) trouver des œuvres sur Wikidata

| 1. | Préciser le motif de la pose du bandeau. | Précisez le motif de la pose du bandeau en utilisant la syntaxe suivante : {{admissibilité à vérifier\|date=août 2025\|motif=remplacez ce texte par le motif}}                      |
| 2. | Informer les utilisateurs concernés.     | Pensez à avertir le créateur de l'article, par exemple, en insérant le code ci-dessous sur sa page de discussion : {{subst:avertissement admissibilité à vérifier\|Vincent Burlet}} |

Vincent Burlet, né le 23 septembre 2005 à Liège est un footballeur belge qui évolue au poste d'arrière gauche au LOSC Lille.

## Biographie

### Débuts et formation
Burlet a commencé sa formation à l'Union Momalloise. Il est ensuite passé par le CS Visé, le KAS Eupen, le Standard de Liège avant de retrouver le KAS Eupen à nouveau et le K Saint-Trond VV. En 2021, Burlet, 15 ans, a rejoint le centre de formation du Schalke 04.
Après une année passé au Schalke 04, il rejoint le LOSC Lille en 2022 où il signe un contrat jusqu'en 2025.
Le 28 août 2022, Burlet fait ses débuts officiels avec l'équipe réserve de Lille, qui évolue alors en National 3 : dès la première journée, il est titularisé face à l'équipe réserve du RC Lens.

### Débuts avec le LOSC
Au cours des saisons 2022/2023 et 2023/2024, Burlet a joué respectivement 21 et 20 matchs de championnat avec la réserve. Le 24 avril 2024, il fait partie de la liste de l'équipe première pour un match officiel pour la première fois en Ligue 1 contre l'AS Monaco. Le 12 mai 2024, il était également sur le banc lors de la victoire 1-2 de Lille sur le terrain du FC Nantes.
En juin 2024, Burlet prolonge son contrat avec Lille jusqu’en 2027. Bruno Génésio l'a placé sur le banc en août 2024 pour les matchs de qualification pour la Ligue des champions contre le Fenerbahçe SK et le Slavia Prague, ainsi qu'en championnat contre Angers SCO,.
Il fait ses débuts pour le LOSC Lille, le 17 août 2025, remplaçant Romain Perraud, lors de la 1ère journée de Ligue 1 contre le Stade brestois 29 (match nul 3-3).

### Le Mans FC (2024-2025)
Le 31 août 2024, le LOSC annonce que Burlet rejoindra le club de troisième division du Mans FC en prêt pour la saison 2024-2025. 
Le 6 septembre 2024, il fait ses débuts officiels lors du match contre le Dijon FCO (match nul 0-0), où il se voit immédiatement attribuer une place de titulaire par son entraîneur Patrick Videira.
Le 16 mai 2025, Le Mans FC officialise sa montée en Ligue 2. Il fait partie de l’équipe-type des révélations du National.

### Carrière internationale
Burlet a participé au Championnat d'Europe des moins de 17 ans 2022 en Israël avec les U17 de la Belgique. Il n'a pas joué lors du premier match de groupe contre la Serbie mais a enchaîné contre l'Espagne et la Turquie (victoire 3-1) tout en étant titularisé par le sélectionneur David Penneman,.